# Kerema (Hiiumaa)
Koordinaten: 58° 54′ N, 22° 57′ O
Kerema ist ein Dorf (estnisch küla) in der Landgemeinde Hiiumaa (bis 2017: Landgemeinde Pühalepa). Es liegt auf der zweitgrößten estnischen Insel Hiiumaa (deutsch Dagö).
Kerema hat 16 Einwohner (Stand 31. Dezember 2011).

## Findling
Wahrzeichen des Ortes ist ein großer Findling. Sein Umfang beträgt 13,8 m. Der Volksmund bringt den Stein mal mit dem mythologischen Bösewicht Vanapagan, mal mit dem Riesen Tõll in Verbindung.

## Friedhof

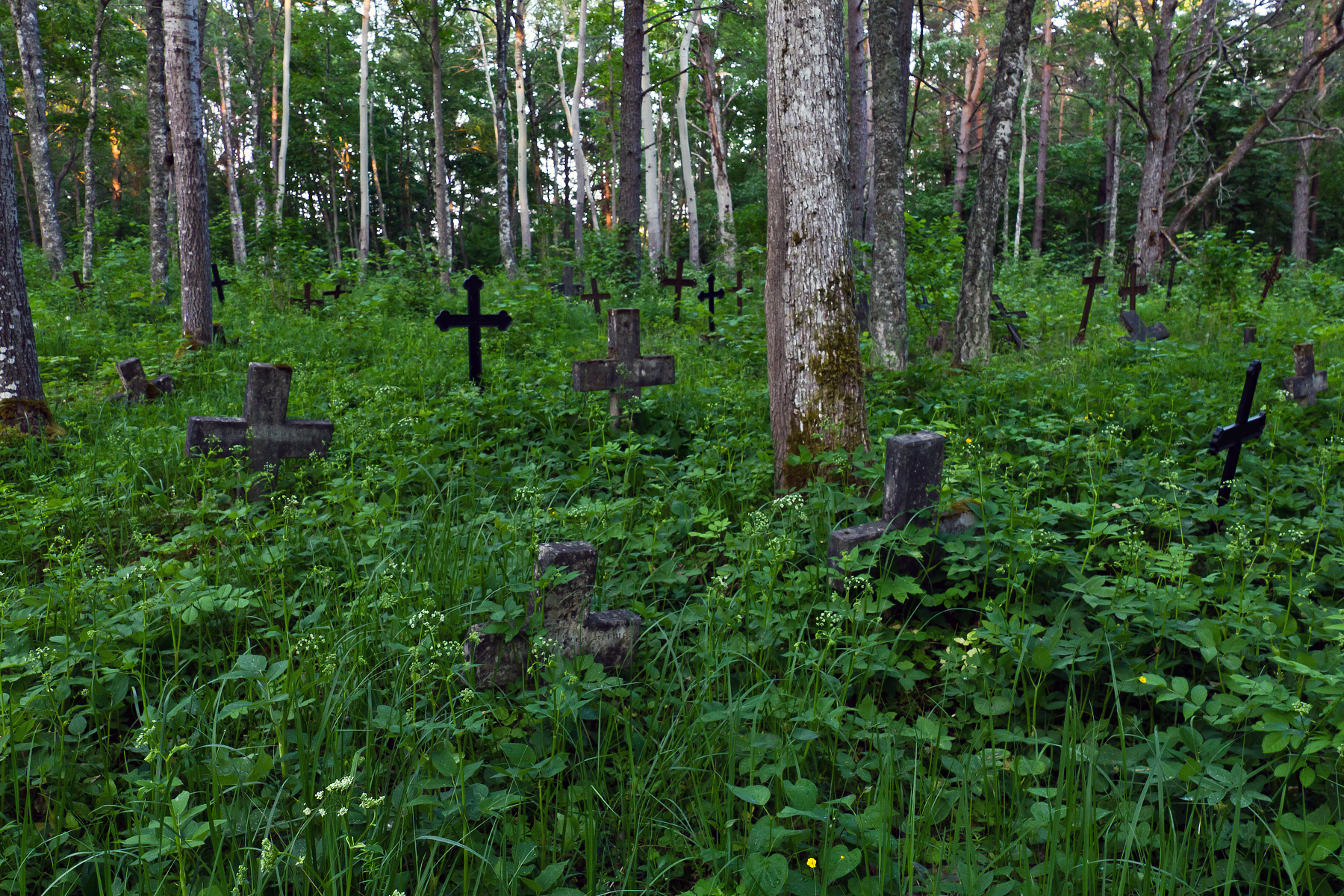
Der aufgelassene Friedhof von Pühalepa

Auf dem Gebiet von Kerema befindet sich der Kummistu-Friedhof (Kummistu kalmistu) der Landgemeinde Pühalepa. Der Friedhof wurde 1772 durch einen Ukas des russischen Senats gegründet. Der älteste noch erhaltene Grabstein stammt von 1851.
Auf dem Friedhof erinnert ein Gedenkkreuz an den deutschbaltischen Pädagogen Johannes von Sengbusch (1828–1907). Sein Vater Alexander von Sengbusch (1796–1883) war von 1822 bis 1877 Pastor von Pühalepa. Auf dem Friedhof liegen Alexander von Sengbuschs Ehefrau Juliane Wilhelmine von Sengbusch (geb. von Nolcken; 1802–1875) und die älteste Tochter Maria von Sengbusch (1828–1855) begraben.
Die letzte Beisetzung auf dem Friedhof fand im Jahre 1924 statt.